# Lijst van beelden in Neder-Betuwe
Dit is een (onvolledige) chronologische lijst van beelden in de gemeente Neder-betuwe. Onder een beeld wordt hier verstaan elk driedimensionaal kunstwerk in de openbare ruimte van de Nederlandse gemeente Neder-Betuwe, waarbij beeld wordt gebruikt als verzamelbegrip voor sculpturen, standbeelden, installaties, gedenktekens en overige beeldhouwwerken.
Voor een volledig overzicht van de beschikbare afbeeldingen zie: Beelden in Neder-Betuwe op Wikimedia Commons.
| Geplaatst | Omschrijving                                                                              | Kunstenaar           | Straat                                    | Plaats     | Afbeelding |
| --------- | ----------------------------------------------------------------------------------------- | -------------------- | ----------------------------------------- | ---------- | ---------- |
| 1955      | Gevelsteen Ochten verwoest en herbouwd                                                    | onbekend             | Kerkstraat 1 (toren, Hervormde Gemeente)  | Ochten     |            |
| 2001      | Figuur met kind De gemeente wist op 2 november 2022 te melden dat het beeld verdwenen is. | Marja van Riel       | Achterstraat                              | Echteld    |            |
| 2001      | Mensenpaar (in steen)                                                                     | Marja van Riel       | Keizerstraat/ Dorpsstraat                 | IJzendoorn |            |
| 2013      | De wachter                                                                                | Gerry van der Velden | Rijnbandijk 139A                          | Opheusden  |            |
| onbekend  | Twee figuurtjes                                                                           | onbekend             | Schenkhofstraat 11 (Zorgcentrum 't Anker) | Kesteren   |            |
| 2001      | Duo (in brons)                                                                            | Marja van Riel       | Molendam/Kerkstraat                       | Ochten     |            |
| 2013      | De Verrekijker                                                                            | Gerry van der Velden | Verlengde Lagecampseweg (nabij de Linge)  | Eldik      |            |
|           | zonder titel                                                                              | anoniem              | Waalbandijk bij 16                        | Dodewaard  |            |
|           | Fontein (baksteen)                                                                        | anoniem              | Cuneraweg / Burg. H. Houtkoperlaan        | Ochten     |            |
|           | Kikker (beton)                                                                            | onbekend             | Veerstoep                                 | Ochten     |            |